# 白沙公園
白沙公園（英語：Pasir Ris Park）是一個位於新加坡的東北部的海灘公園，於1989年啟用，是新加坡一個較大的公園之一。公園佔地70公頃，部分地方是填海而建。

## 地理環境
公園由三個部分組成：面向「實龍崗海港」（Serangoon Harbour）連綿約3公里的海岸、位於中央的「阿比阿比河」（Sungei Api Api）及「淡賓尼河」（Sungei Tampines）。公園三個部分設有兩道橋樑互相連接三個部分。公園處處綠樹成蔭，行人及腳踏車共用的小徑貫通全園，連綿約3公里的海岸，遙望2公里外海的烏敏島（Pulau Ubin）。公園設有停車場 ，便利自駕遊人士。

## 露營
白沙公園雖然允許過夜露營，但必須向國家公園局申請露營許可證，並只可在公園的第一區和三區搭起帳篷。

## 設施
公園內有一片佔地6公頃的紅樹林。此外，紅樹林亦設有木板路讓遊客探索森林。
公園亦設有單車小徑、燒烤場和海浴場等設施，供遊客使用。遊客或本地市民也可以在公園進行騎馬、釣魚等活動。

## 公共交通
遊客或本地市民可從新加坡地鐵東西線的  EW1 巴西立地鐵站或前往巴西立巴士轉換站乘搭巴士403線到達或離開白沙公園。

## 外部連結
- 白沙公園 （页面存档备份，存于）